# Білецька Неоніла Миколаївна
Неоніла Миколаївна Білецька (нар. 27 жовтня 1938, м. Знам'янка, Кіровоградська обл., СРСР) — радянська і українська акторка театру, кіно та телебачення. Народна артистка УРСР (1978). Провідна акторка Київського академічного театру драми і комедії на лівому березі Дніпра (з 1979).

## Життєпис
Народилась 27 жовтня 1938 року у Знам'янці. Представниця великої акторської династії Білецьких-Носсер (бабуся, батьки, сестра, діти, онуки та чоловік, що з ним відсвяткувала золоте весілля).
Уперше вийшла на сцену театру імені Марка Кропивницького в Кіровограді 7-річною дівчинкою з лялькою без руки і промовила свою найпершу акторську фразу: «У неї німець ручку відірвав»…
У 1965 році закінчила ДІТМ (нині Російський університет театрального мистецтва), курс Ольги Андровської. В театрі працює з 1957 року. Свій творчий шлях починала в Драматичному театрі імені Кірова в місті Жданов (нині Маріуполь), потім була запрошена до Донецького українського музично-драматичного театру імені Артема.
У 1971 році стала Заслуженою артисткою УРСР.
У 1978 році присвоєно звання Народної артистки УРСР.
З 1979 року працює в Київському академічному театрі драми і комедії на лівому березі Дніпра.
У 2003 році — лауреат професіональної театральної премії «Київська пектораль» у номінації «Найкраще виконання жіночої ролі» за роль Місс Клакетт у виставі «Глядачі на виставу не допускаються!».
Чоловік — заслужений артист УРСР Володимир Бугайов (1933—2022). Онук — актор Павло Алдошин (нар. 1987).

## Ролі в театрі
Київський академічний театр драми і комедії на лівому березі Дніпра
- Харитина Ігнатіївна — «Мені 30 років» Лариси Хоролець (1979)
- Нуйкіна — «Ми, нижчепідписанії» Олександр Гельман (1980)
- Бабуся — «Що трапилося, мосьє?» за п'єсою М. Фермо «Двері грюкають» (1981)
- Віра Володимирівна — «Жарт диявола» М. Попович (1982)
- Головний шеф — «Агент 00» Генріха Боровика (1984)
- Гертруда — «Гамлет» Вільяма Шекспіра (1984)
- Катерина Михайлівна — «Готель „Асторія“» Олександра Штейна (1985)
- Лідія Андріївна — «Провінціалки» Ярослава Стельмаха (1986)
- Мати – «Блондинка» Олександра Володіна (1987)
- Михальова — «Спортивні сцени 1981 року» Едварда Радзинського (1987)
- Елінор — «Лев взимку» Джеймса Голдмена (1988)
- Дружина Терехова — «Сьогодні я стану жінкою» Афанасія Салинського (1990)
- Кохана — «Полонений тобою» Андрія Амальріка (1991)
- Інес — «Флоранс була шатенкою» за п'єсою Жана-Поля Сартра «За зачиненими дверима» (1991)
- Турусіна — «Я вам потрібен, панове!» за п'єсою Олександра Островського «На кожного мудреця доволі глупоти» (1991)
- Дролліада Каніфаснівна — «Без…кінечна подорож» В. Іванова (1994)
- Вдова Марина — «Олеся» Марка Кропивницького (1994)
- Фрау Смерть — «Майн Камфп, або Шкарпетки в кавоварці» Дьєрдя Таборі (1995)
- Мод Фултон — «Білий джаз Кароліни Ешлі» Сомерсета Моема (1996)
- Коковкіна — «Кручений біс» Федора Сологуба (1997)
- Анна Дмитрівна — «Живий труп» Льва Толстого (1997)
- Герцогиня Мальборо — «Європа може зачекати!» за п'єсою Ежена Скріба «Склянка води» (1998)
- Захлебініна — «Довічний чоловік» Федора Достоєвського (1999)
- Вронська — «Анна Кареніна» Льва Толстого (2000)
- Майя — «Стародавня професія» П. Вогел (2001)
- Місс Клакетт, вона ж Дотті Отлі — «Глядачі на виставу не допускаються!» за п'єсовю Майкла Фрейна «Театр» (2001)
- Орина Пантелеймонівна — «Одруження» Миколи Гоголя (2002)
- Азіза — «Море…Ніч…Свічки…» за п'єсою Йосефа Бар-Йосефа «Це велике море» (2003)
- Пані Віллард, Місіс Сомс — «Наше містечко» Торнтона Вайлдера (2004)
- Шарлотта — «Вишневий сад» Антона Чехова (2004)
- Суддя — «Голубчики мої!..» за творами Федора Достоєвського і Олександра Володіна (2006)
- Герцогиня Йоркська — «Річард III» Вільяма Шекспіра (2008)

Київська академічна майстерня театрального мистецтва «Сузір'я»
- Сара Бернар — «Сміх лангусти» Джона Маррелла

Київський драматичний театр «Браво»
- Королева Єлизавета — «Ваша сестра і племінниця» Людмили Разумовської
- Поліна — «Плачу вперед!» Надії Птушкіної

## Фільмографія
- «Острів любові». Фільм дев'ятий. «Наречена» (1995, пані в купе)
- «Схід — Захід» (1999, Ірина)
- «Під дахами великого міста» (2002)
- «Право на захист» (2002)
- «За двома зайцями» (2003, мюзикл; працівниця РАГСу/продавець бутика)
- «Леді Мер» (2003)
- «Снігове кохання, або Сон у зимову ніч» (2003)
- «Дванадцять стільців» (2004)
- «Небо в горошок» (2004)
- «Попіл Фенікса» (2004)
- «Три мушкетери» (2004, мюзикл)
- «Вбий мене! Ну, будь ласка» (2004)
- «Повернення Мухтара-2» (2005)
- «Повернення Мухтара-3» (2006)
- «Танго кохання» (2006)
- «Доярка з Хацапетівки» (2007)
- «Жага екстриму» (2007)
- «Крапля світла» (2009)
- «Я тебе нікому не віддам» (2010)
- «Повернення Мухтара-7» (2011)
- «Останній кордон. Продовження» (2011)
- «Брат за брата-2» (2012)
- «Креденс» (2013, теща)
- «Шеф поліції» (2013, колишня працівниця оперного театру)
- «Чоловік на годину» (2014)
- «Давай поцілуємося» (2014)
- «Заради кохання я зможу все!» (2015)
- «Центральна лікарня» (2016)
- «Вчора. Сьогодні. Назавжди» (2016)
- «Субота» (2017)
- «Подаруй мені щастя» (2020) та ін.